# 外襷反り
外襷反り（そとたすきぞり）は、相撲の日本相撲協会制定決まり手八十二手、反り手のひとつである。片手で相手の差し手の肘を掴み、もう一方の手で相手の差し手の上を通し、相手の脚を内側から掬い上げて後ろに反り倒す技。旧称内無双（うちむそう）。決まり手八十二手の内無双とは異なる。大正時代の資料では、単に外襷（そとだすき）と呼ばれていた。昭和30年代半ばまでは、猫騙し（ねこだまし）とも呼ばれていた。立ち合いで手を叩く行為の猫騙しとは異なる。
樋渡雋次郎著の書籍『相撲』（1923年）では捻り手に分類している。
1960年1月に決まり手が制定されてから2025年5月まで、関取のみならず幕下以下まで含めても1度も適用されたことはない。ただ、決まり手制定以前まで遡れば、1944年1月場所において幕下時代の栃錦が決めている。